# Quill Lake
Quill Lake es un pueblo canadiense situado en la provincia de Saskatchewan.

## Superficie
Quill Lake tiene una superficie de 1,32 km².

## Demografía
En 2021, tenía 377 habitantes, una densidad poblacional de 285,7 hab./km², y 213 viviendas.